# Club Deportivo Provincial Osorno
Il Club Deportivo Provincial Osorno è una società calcistica cilena, con sede a Osorno. Milita nella Liga Chilena de Fútbol Primera División, la massima serie del calcio cileno.

## Storia
Fondato nel 1983, non ha mai vinto trofei nazionali.

## Organico attuale

### Rosa
| N. |                      | Ruolo | Calciatore          |
| -- | -------------------- | ----- | ------------------- |
| 1  | Argentina (bandiera) | P     | Jose Pablo Burtovoy |
| 3  | Cile (bandiera)      | C     | Alejandro Figueroa  |
| 4  | Cile (bandiera)      | D     | Fabián Torres       |
| 5  | Cile (bandiera)      | D     | Pablo Cocio         |
| 6  | Cile (bandiera)      | C     | Jaime Barrientos    |
| 7  | Argentina (bandiera) | A     | Fabián Caballero    |
| 8  | Cile (bandiera)      | C     | Rodrigo Viligrón    |
| 9  | Cile (bandiera)      | C     | Marco Millape       |
| 10 | Cile (bandiera)      | D     | Jorge Aguilar       |
| 11 | Cile (bandiera)      | A     | Mario Núñez         |
| 12 | Cile (bandiera)      | P     | Fernando Burgos     |
| 13 | Cile (bandiera)      | D     | Marcelo Teuber      |

| N. |                      | Ruolo | Calciatore       |
| -- | -------------------- | ----- | ---------------- |
| 14 | Cile (bandiera)      | M     | Samuel Teuber    |
| 15 | Cile (bandiera)      | C     | Carlos Verdugo   |
| 16 | Argentina (bandiera) | C     | Fernando Brandán |
| 17 | Cile (bandiera)      | A     | Ricardo Parada   |
| 18 | Cile (bandiera)      | C     | Manuel Cerda     |
| 19 | Cile (bandiera)      | D     | Manuel Ormazábal |
| 20 | Cile (bandiera)      | C     | Jonathan Ortiz   |
| 21 | Cile (bandiera)      | C     | Sebastián Páez   |
| 23 | Cile (bandiera)      | C     | Marcos Rodriguez |
|    | Cile (bandiera)      | D     | Claudio Muñoz    |
|    | Cile (bandiera)      | C     | Pablo Meneses    |

## Palmarès

### Competizioni nazionali
- Primera B: 3

1990, 1992, 2007

### Altri piazzamenti
- Primera B:

Terzo posto: 2005